# Dual in-line

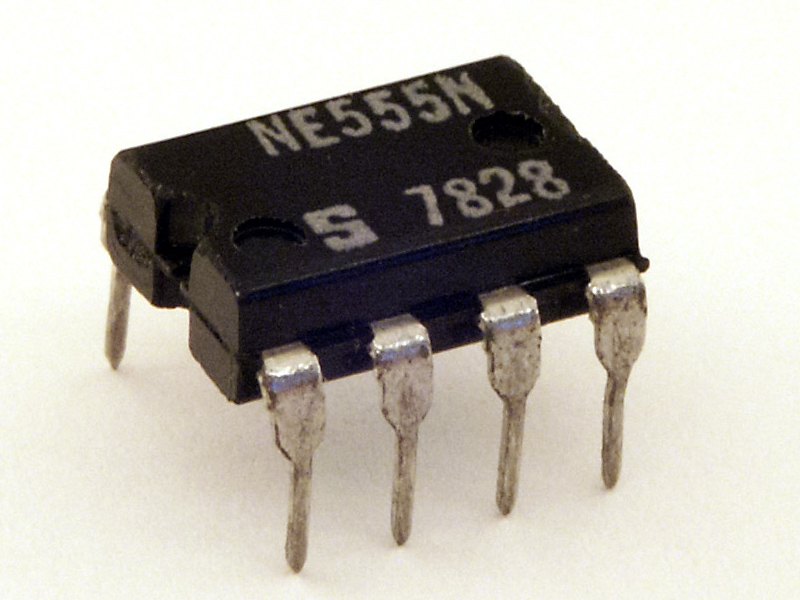
De NE555 in een DIL-behuizing

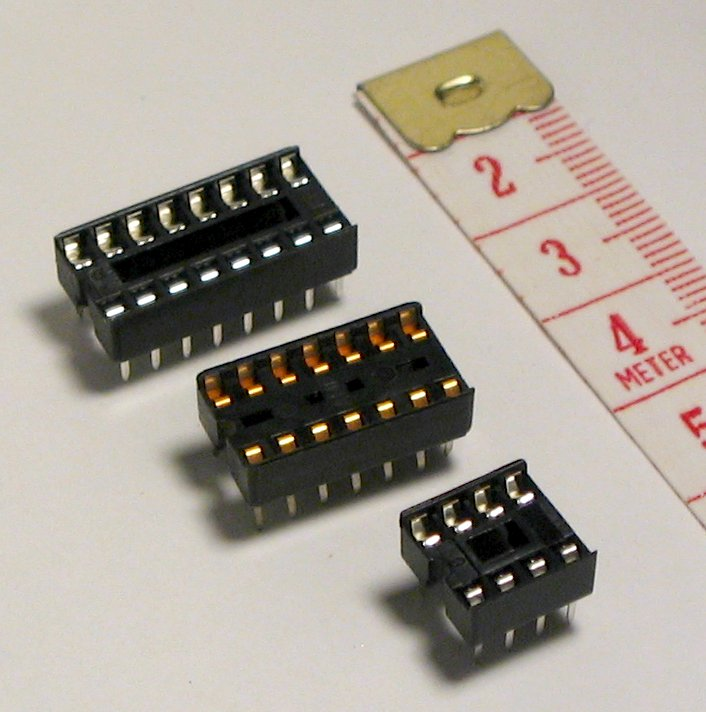
Enkele DIL-voetjes voor IC's

Dual in-line of dual in-line package ('twee rijen'), vaak afgekort tot DIL / DIP is een term uit de elektronica en duidt op een patroon van aansluitpennen van componenten en connectoren. De term heeft geen Nederlandse vertaling.
De behuizingen van geïntegreerde schakelingen werden al snel na hun ontstaan gestandaardiseerd in DIL-behuizingen. Dat zijn keramische en later kunststof 'doosjes' met aan beide lange zijden een rij pennen. De afstanden tussen de naastgelegen pennen waren eveneens gestandaardiseerd op 2,54 mm (=1/10 inch). De afstand tussen de rijen was aanvankelijk 7,12 mm (3/10 inch). Het aantal pennen hing af van het aantal aansluitingen dat naar buiten gebracht moet worden. In de praktijk varieert dat tussen 4 en 24. Latere ontwikkelingen resulteerden in grotere afstanden tussen de rijen, nog meer pennen per rij en halvering van de afstand tussen naastgelegen pinnen tot 1,27 mm (=1/20 inch). Ook werden er IC's geproduceerd met meer en met minder rijen, in vierkante QIL- (Quad In-Line) respectievelijk verticale SIL- (Single In-Line) behuizingen. Niet alle pennenrijen zijn recht tegenover elkaar gegroepeerd, er zijn ook componenten met versprongen rijen (bijvoorbeeld vier pennen voor en vijf daarachter), zoals vermogenstransistoren en versterkermodules.
Bij Surface-mounted device (SMD)-componenten, die de DIL-versies grotendeels hebben verdrongen, spreekt met niet meer van DIL-behuizingen, hoewel veel series, zoals SOIC, TSSOP en dergelijke eveneens met twee rijen pennen zijn uitgerust.
Het werkgeheugen van computers en laptops is vaak als module uitgevoerd en veel van deze Dual in-line memory modules kennen eveneens een dual in-line-aansluitzijde. De afkorting hiervoor is DIMM, Dual In-Line Memory Module. Er zijn ook SIMMs, Single In-Line Memory Modules.
Bij connectoren wordt eveneens gesproken van Dual-in-line. Dit wordt hier echter niet afgekort tot DIL.